# Gnomidolon conjugatum
Gnomidolon conjugatum es una especie de escarabajo longicornio del género Gnomidolon, categorizada en la tribu Hexoplonini, de la subfamilia Cerambycinae. Fue descrita por White en 1855.

## Descripción
Mide 5,8-9,2 mm de longitud.

## Distribución
Se distribuye por Bolivia, Brasil, Colombia, Guayana Francesa y Perú.